# Sofija Tarasova
Sofija Michajlivna Tarasova (Oekraïens:  Софія Михайлівна Тарасова; Kiev, 31 maart 2001) is een Oekraïense zangeres.

## Biografie
Sofija Tarasova groeide op in de Oekraïense hoofdstad Kiev. Op een leeftijd van twee-en-een-half jaar werd ze toegelaten tot een groep van getalenteerde kinderen aan de muziekacademie. Toen ze vier was ging ze naar de muziekafdeling van de kinderkunstacademie. Ze speelde in twee musicals (Snigova Koroleva en Chunga-Chunga) en eindigde enkele keren bij de besten in verschillende zangcompetities in Oost-Europa. In 2012 kreeg ze voor het eerst publieke bekendheid naar aanleiding van haar deelname aan de Oekraïense versie van het televisieprogramma the Voice Kids. Ook nam ze deel aan de Oekraïense voorrondes voor het Junior Eurovisiesongfestival, maar won niet.
Augustus 2013 won ze de Oekraïense nationale finale en mocht zo gastland Oekraïne vertegenwoordigen op het Junior Eurovisiesongfestival 2013. Met het liedje We are one eindigde ze op een tweede plaats.

## Discografie

### Singles
- Zjyttjevyj pazl (2012)
- We are one (2013)
- Ty mozjesj zminyty vse (2013)
- Brjoenetky krasjtsje (2013)
- Ver mne (2014)
- Happy end (2014)

2006: Nazar Slyoesartsjoek ·
2007: Ilona Galitska ·	
2008: Viktoria Petryk ·
2009: Andranik Aleksanjan ·
2010: Joelia Goerska ·
2011: Kristall ·
2012: Anastasija Petryk ·
2013: Sofija Tarasova ·
2014: Sympho-Nick · 
2015: Anna Trintsjer · 
2016: Sofiia Rol · 
2017: Anastasija Bahinska · 
2018: Darina Krasnovetska · 
2019: Sofia Ivanko · 
2020: Oleksandr Balabanov · 
2021: Olena Oesenko · 
2022: Zlata Dzjoenka · 
2023: Anastasia Dymyd